# Localité (Hongrie)
Pour les articles homonymes, voir Localité.
La localité (település) correspond au découpage politique ultime du territoire hongrois. On y distingue cinq catégories : les communes (község), les grandes-communes (nagyközség), les villes (város), les villes de droit comital (megyei jogú város) et enfin, les arrondissements de Budapest. La localité est une collectivité locale (települési önkormányzat) dirigée par un conseil local et un bourgmestre (polgármester) élus tous les quatre ans au suffrage universel ainsi qu'un organe administratif de l'État, opérateur de l'administration publique et de services obligatoires définis par la loi. La Hongrie compte 3152 localités pour presque dix millions d'habitants. La localité correspond au niveau LAU 2 de la nomenclature d'unités territoriales statistiques européenne.

## Histoire

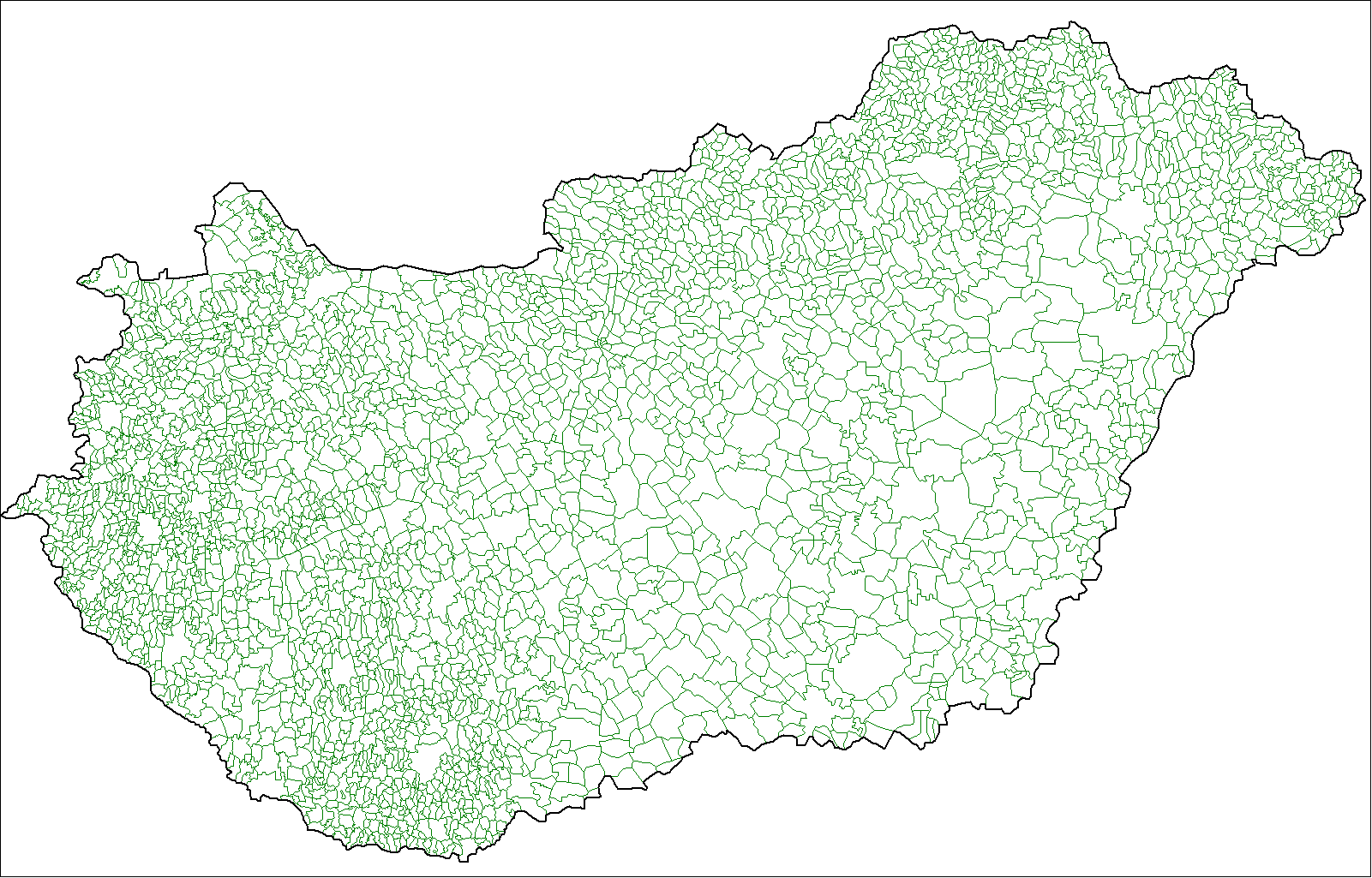

La loi XVIII de 1871 portant sur l'organisation communale impose à la Hongrie la commune (község) comme unité territoriale de base. Tout le territoire doit alors être maillé par ce nouveau découpage administratif. En fonction du nombre d'habitants, les communes sont classées comme suit : petite commune (kisközség), grande commune (nagyközség), ville pourvu d'un conseil dirigé (rendezett tanácsú város, ancêtre de la ville de droit comital), ville de droit municipal (törvényhatósági jogú város) et Budapest. À partir de 1950, l'organisation administrative locale se divise entre la commune (község) en zone rurale et la ville (város) en zone urbaine. C'est la loi LXIII de 1990 qui impose le système actuel, dans lequel le terme générique község est délaissé au profit de település. Le terme de község est cependant encore employé pour désigner les collectivités communales des villages.

## Rôle et administration

### Statuts des localités
On distingue trois catégories de localité selon la taille : les communes (község) (moins de 10 000 habitants), les villes (város) et les villes de droit comital (megyei jogú város) (plus de 50 000 habitants). À ceux-là s'ajoutent les arrondissements de Budapest et la capitale elle-même, qui dispose d'un statut particulier.
Ces catégories n'ont pas d'incidence particulière sur l'exercice des compétences de la collectivité locale, mis à part les modes de scrutin du corps des représentants et du bourgmestre qui varient selon la taille des localités. Les villes de droit comital ont la particularité de cumuler à l'échelle de la localité une collectivité locale et une collectivité comitale avec un corps des représentants distinct. Cette collectivité comitale exerce ainsi les compétences d'un comitat à l'échelle du territoire urbain. Enfin, les arrondissements de Budapest exercent les compétences classiques des collectivités locales mais peuvent être limitées par les décisions de l'Assemblée métropolitaine, qui elle gère les mêmes compétences mais au nom de l'intérêt de l'ensemble des Budapestois.

### Compétences de la collectivité locale

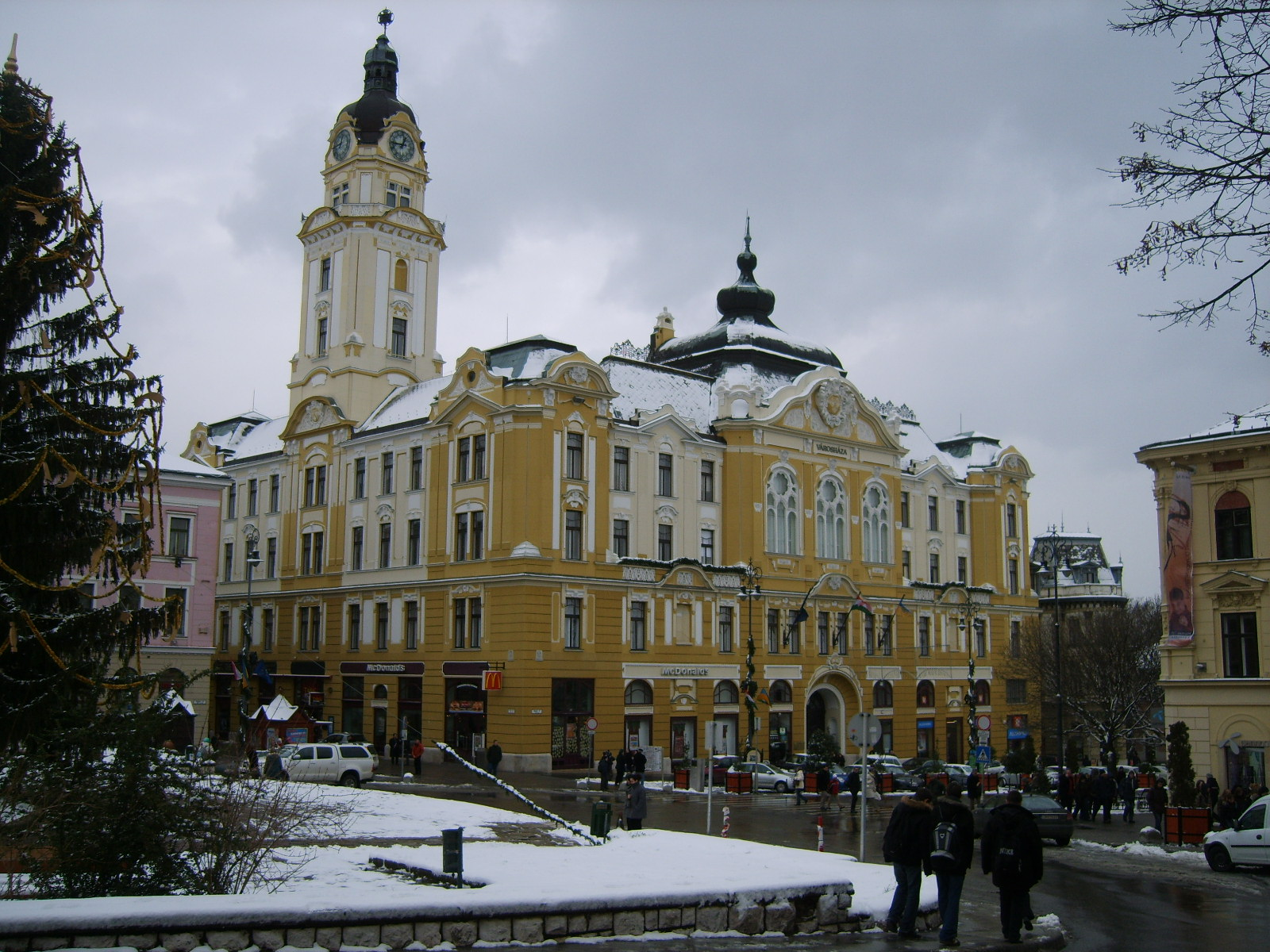
L'hôtel de ville de Pécs.

Les collectivités locales assurent la prise en charge du réseau d’eau potable, des établissements scolaires de premier cycle (écoles maternelles et primaires), les services sociaux et de santé élémentaires, l’éclairage public, l’entretien de la voirie locale et la sauvegarde des droits des minorités nationales et ethniques. Les collectivités locales peuvent réaliser d'autres services de manière autonome ou de manière mutualisée avec d'autres localités.

### Organisation et désignation de l'exécutif local
Le corps des représentants (képviselő-testület) décide des grandes orientations de la gestion et de l'organisation de la localité, approuve le budget, vote les impôts et élit les commissions exécutives, ainsi que le bureau du bourgmestre (polgármester). Ce dernier ainsi que le corps des représentants sont élus en même temps pour un mandat de quatre ans. Le corps électoral est composé des citoyens hongrois âgés de plus de 18 ans ainsi que des habitants étrangers pouvant justifier d'une domiciliation dans la localité.
Les élections locales se déroulent à l'automne suivant les élections législatives. Il s'agit d'un scrutin mixte parallèle à finalité proportionnelle. Il s'agit d'un système qui combine un scrutin majoritaire uninominal par circonscription et un scrutin permettant l'attribution de sièges de compensation. Les sièges compensatoires sont répartis sur la base des restes de suffrages non utilisés pour la répartition des sièges dans les circonscriptions. Les sièges compensatoires sont soit ceux qui n'ont pu être répartis au quotient dans les circonscriptions, soit un nombre de sièges prédéterminé réservés à la compensation. Les circonscriptions sont conçues de manière à diviser le territoire de la localité en respectant la diversité ethnique, religieuse et sociale.
La composition du corps des représentants varie selon la taille des localités :
- entre 10 000 et 25 000 habitants : 8 membres élus par scrutin majoritaire uninominal par circonscription et 3 membres issus des listes compensatoires ;
- jusqu'à 50 000 habitants : 10 membres élus par scrutin majoritaire uninominal par circonscription et 4 membres issus des listes compensatoires ;
- jusqu'à 75 000 habitants : 12 membres élus par scrutin majoritaire uninominal par circonscription et 5 membres issus des listes compensatoires ;
- jusqu'à 100 000 habitants : 14 membres élus par scrutin majoritaire uninominal par circonscription et 6 membres issus des listes compensatoires ;
- plus de 100 000 habitants : une circonscription supplémentaire doit être délimitée à chaque 10 000 habitants supplémentaires et les élus des listes compensatoires augmentent d'un membre à chaque 25 000 habitants supplémentaires.

Dans les localités de moins de 10 000 habitants, on a recours au panachage : l'électeur peut composer sa propre liste, en classant autant de candidats qu'il y a de sièges à pourvoir. Il peut donc voter pour des candidats d'un même parti, ou choisir des candidats de partis opposés. Les candidats élus sont ceux ayant recueilli le plus grand nombre de suffrages.
- jusqu'à 100 habitants : 2 membres ;
- jusqu'à 1 000 habitants : 4 membres ;
- jusqu'à 5 000 habitants : 6 membres ;
- jusqu'à 10 000 habitants : 8 membres.

A Budapest, les élections municipales sont l'occasion de voter pour les arrondissements, qui ont les mêmes modes de scrutin et compétences que les localités ainsi que pour l'assemblée métropolitaine et le bourgmestre principal.

### Fonctionnement de l'administration locale
Le notaire (jegyző) dirige le bureau du bourgmestre (polgármesteri hivatal). Nommé pour une durée indéterminée, indépendamment du calendrier électoral, son rôle s'apparente à celui de gérant municipal. Il est chargé de superviser les opérations de la localité et de faire implémenter les régulations adoptées par le corps des représentants. Représentant de l'État dans la localité, il est Officier d'état civil et fait fonction de juge de paix pour les petits délits. Il est également celui qui délivre les permis d'utilisation des sols.
Lorsque les localités sont trop petites, celles-ci peuvent déléguer ensemble certaines de leurs compétences administratives à un notaire commun (körjegyző).